# Monument à la fondation du Parti
Le Monument à la fondation du Parti (hangeul : 당창건기념탑 ; RR : Tangch'anggŏnkinyŏmt'ap) se trouve à Pyongyang en Corée du Nord. Il représente une faucille, un marteau et un pinceau de calligraphie qui symbolisent respectivement les paysans, les ouvriers et les intellectuels. Il mesure 50 m de haut pour symboliser le 50e anniversaire de la fondation (en) du Parti du travail de Corée. Le nombre de dalles formant la ceinture entourant le monument et son diamètre correspond à la date de naissance de Kim Jong-il. L'inscription sur la ceinture extérieure signifie : « Les organisateurs de la victoire du peuple coréen et le chef du Parti du travail de Corée ! ». À l'intérieur de la ceinture sont présents trois reliefs en bronze avec chacun une signification distincte : La racine historique du parti, l'unité des personnes sous le Parti et la vision du Parti pour un avenir progressif. Deux bâtiments en forme de drapeau rouge avec des lettres formant les mots « Toujours victorieux » entourent le monument.

## Histoire
Le monument, dessiné par l'atelier Mansudae, est achevé le 10 octobre 1995 pour le 50e anniversaire de la fondation du Parti. Un ancien monument consacré à la fondation avait été érigé le 10 octobre 1975 sur le site du musée de la fondation du Parti.
Le Monument à la fondation du Parti est représenté sur des timbres postaux en 1995 et 2005 et sur le billet de 50 wons nord-coréens.

## Architecture
Le monument se situe dans la rue Munsu de l'arrondissement du Fleuve Taedong à Pyongyang. Il longe la rive du fleuve Taedong juste en face du Grand monument Mansudae et du musée de la révolution coréenne de l'autre côté, dont il est aligné de façon symétrique. Cet axe à travers le centre de Pyongyang symbolise la dynastie Kim de Kim Il-sung et Kim Jong-il.
Le site du monument dans son entièreté fait 25 000 mètres carrés. Il comprend une place devant le monument où se déroulent des festivités et des danses. La pelouse du parc entourant le monument fait 15 000 mètres carrés d'étendue et comprend 12 fontaines et plus de 53 000 arbres.
Deux bâtiments résidentiels rouges symétriques se trouvent chaque côté du monument,. Les lettres sur leurs toits signifie : « Toujours victorieux ».
Le monument en lui-même est fait en granit et les reliefs sont en bronze.
Les trois éléments les plus élevés du monument représentent trois poings serrés tenant un marteau, une faucille et un pinceau de calligraphie. La faucille et le marteau symbolise les ouvriers et les paysans et le pinceau représente les intellectuels. Le triumvirat est basé sur l'emblème du Parti du travail de Corée. Le monument atteint une hauteur de 50 mètres pour célébrer le 50e anniversaire du Parti.
Le style architectural ressemble à d'autres structures en béton de la ville, comme la patinoire de Pyongyang (en) ou l'hôtel Ryugyong.

### Ceinture
Les trois poings sont entourés d'une ceinture qui symbolise l'« unité unique du chef, du Parti et du peuple. ». L'inscription sur la ceinture extérieure signifie : « Les organisateurs de la victoire du peuple coréen et le chef du Parti du travail de Corée ! ». Le diamètre de la ceinture est de 50 mètres à l'extérieur et de 42 mètres à l'intérieur. Elle est constituée de 216 blocs. Ceux-ci et le diamètre extérieur de la ceinture de 42 mètres symbolisent la date du 16 février 1942, la date de naissance officielle de Kim Jong-il, bien qu'il serait en fait plutôt né le 16 février 1941 en Union soviétique.
La base circulaire sous le monument mesure 70 mètres de diamètre et symbolisant les 70 ans d'histoire du Parti depuis la fondation de l'union Pour-abattre-l'impérialisme (en). À l'intérieur de la ceinture, trois bas reliefs rappellent l'histoire du Parti.

### Le monument principal

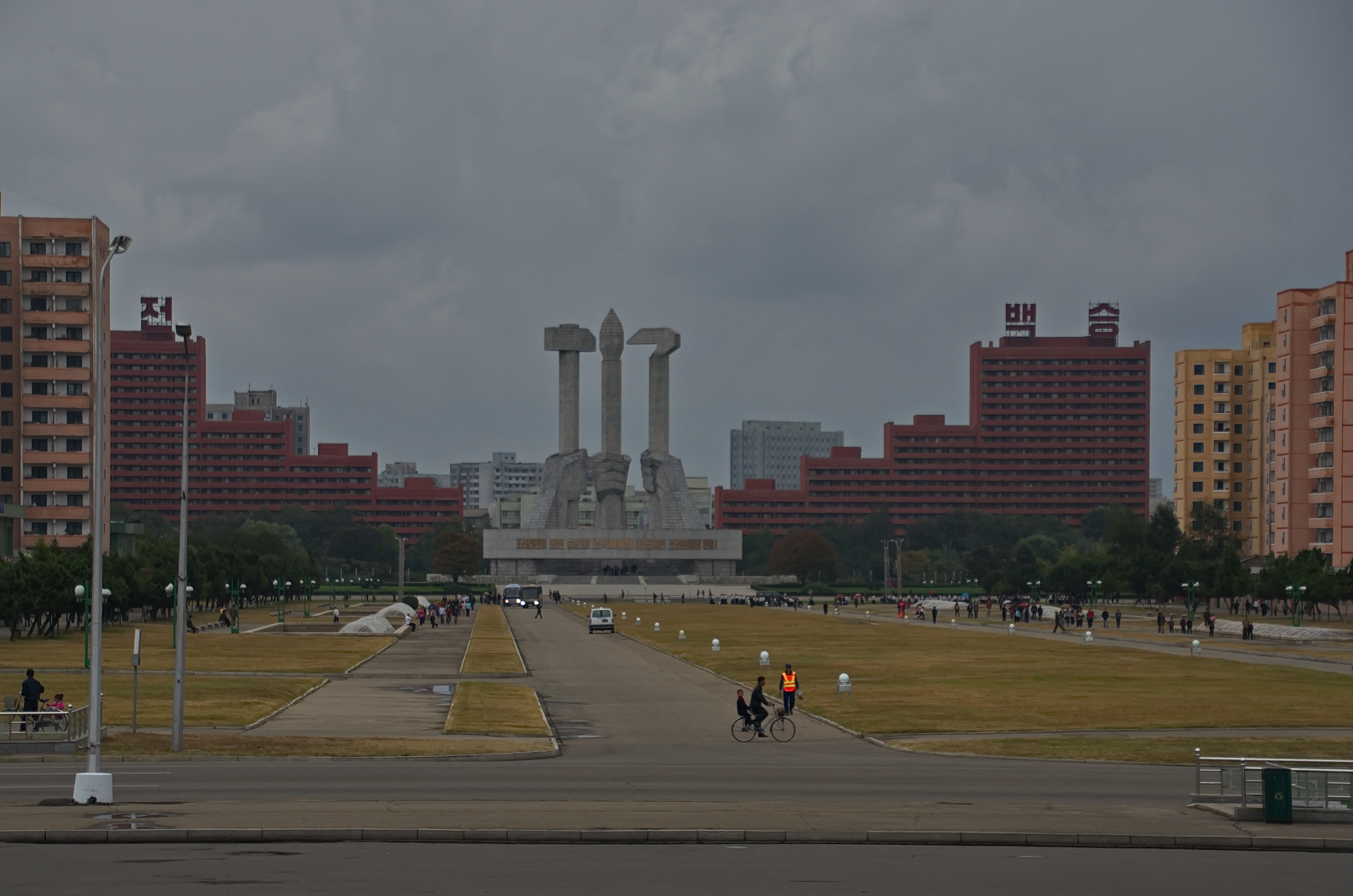
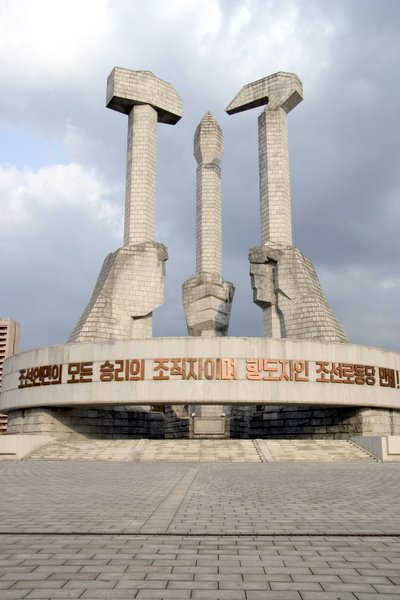
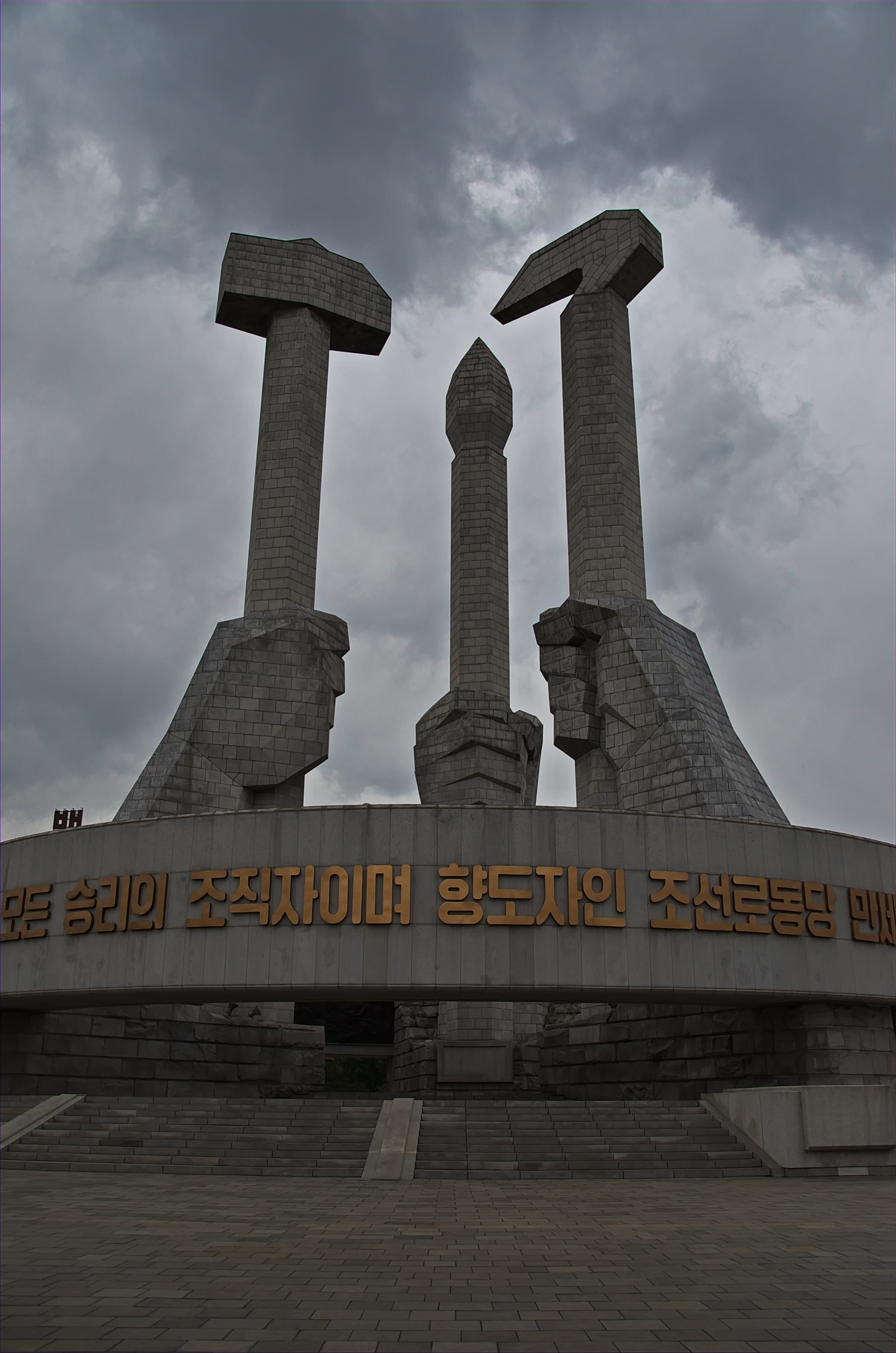
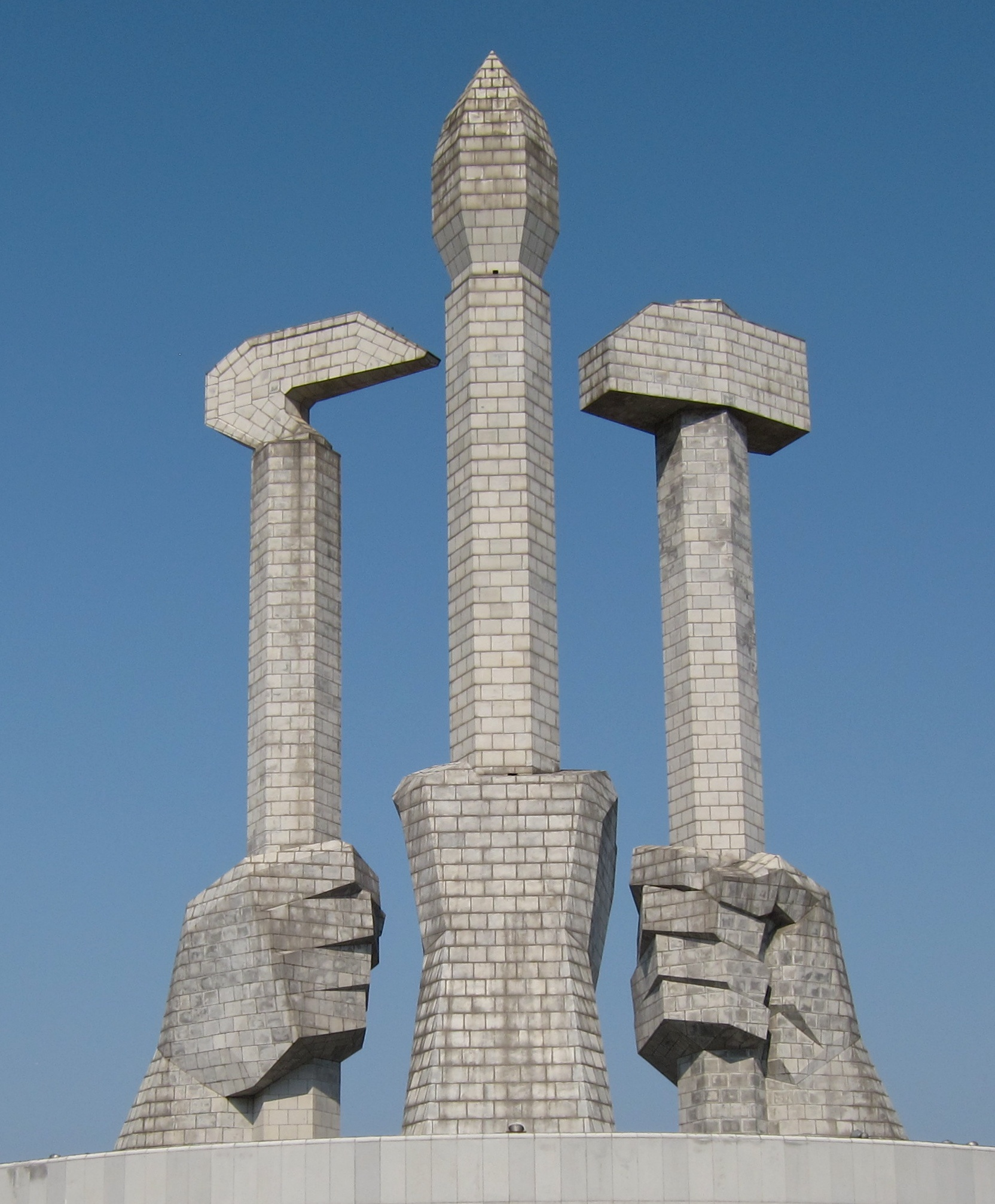
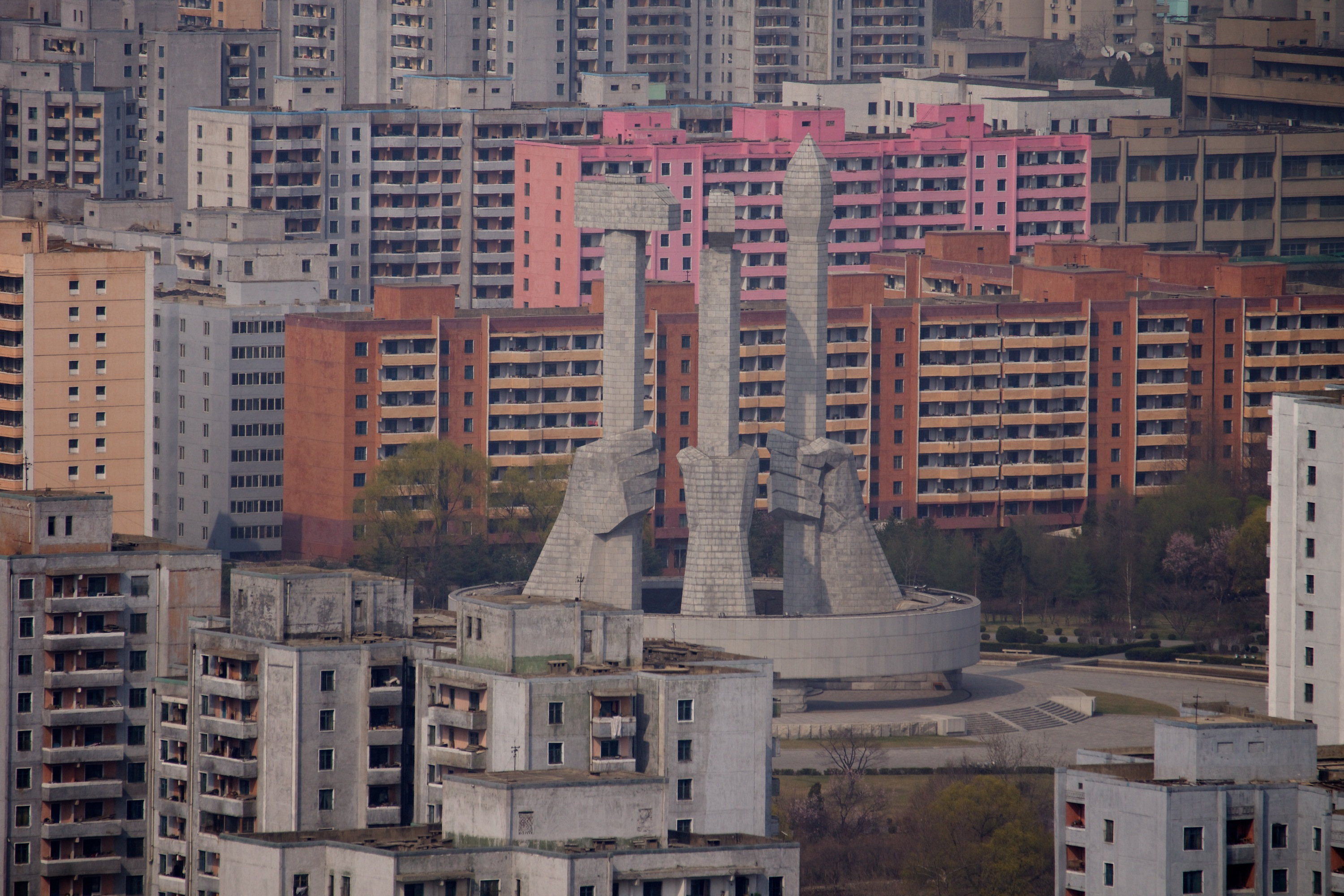

## Images

### Vue de l'intérieur

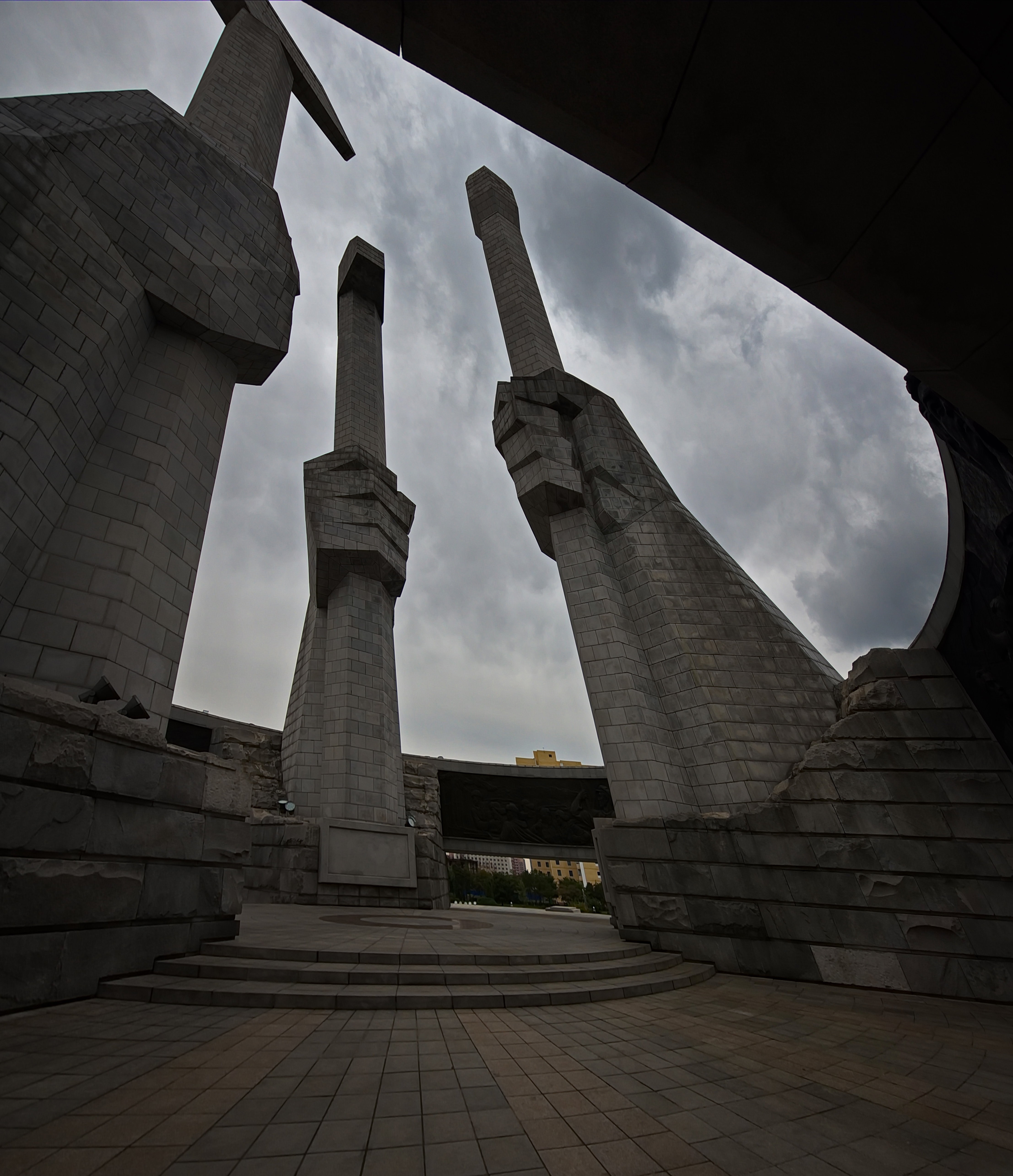
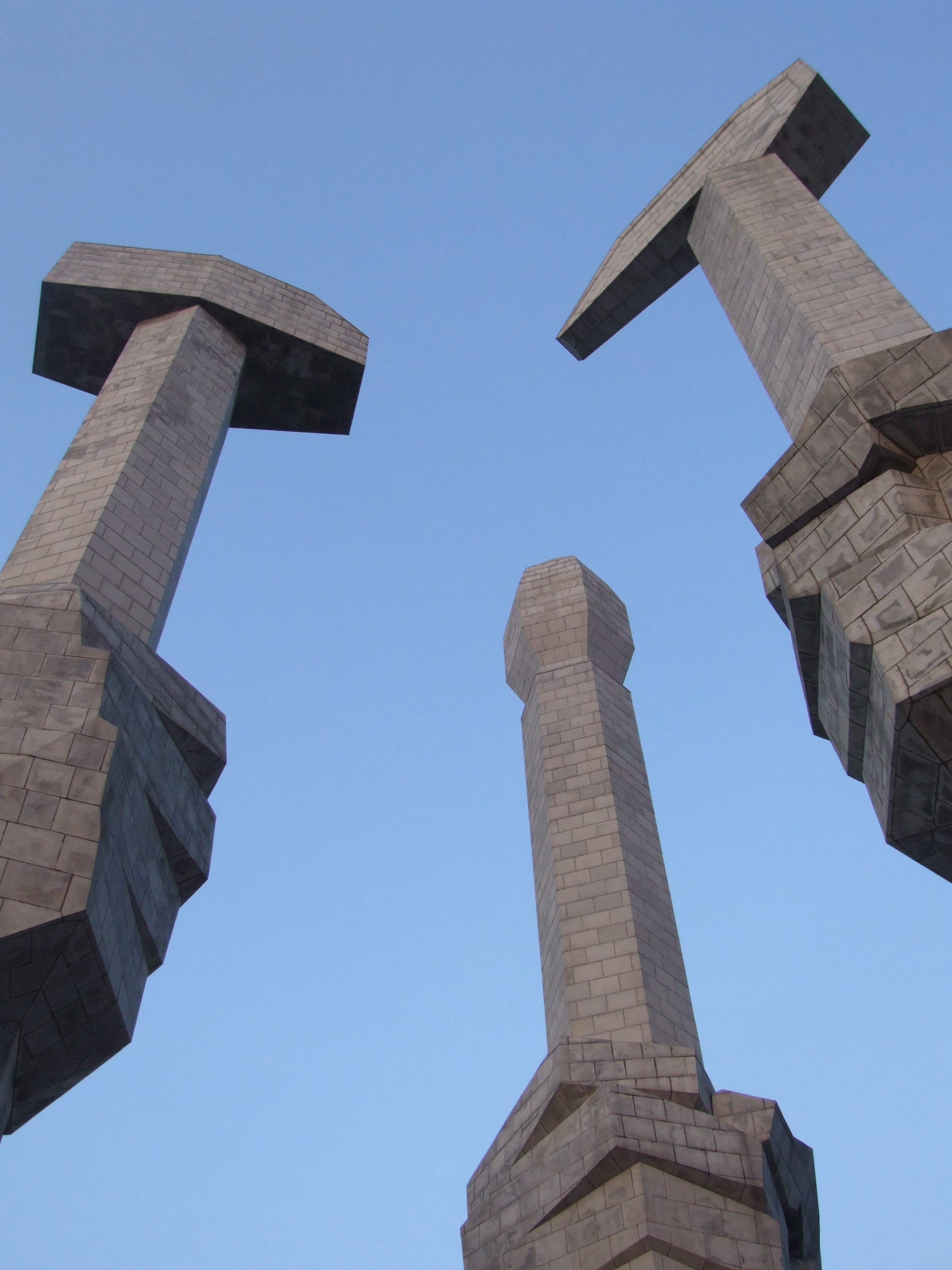
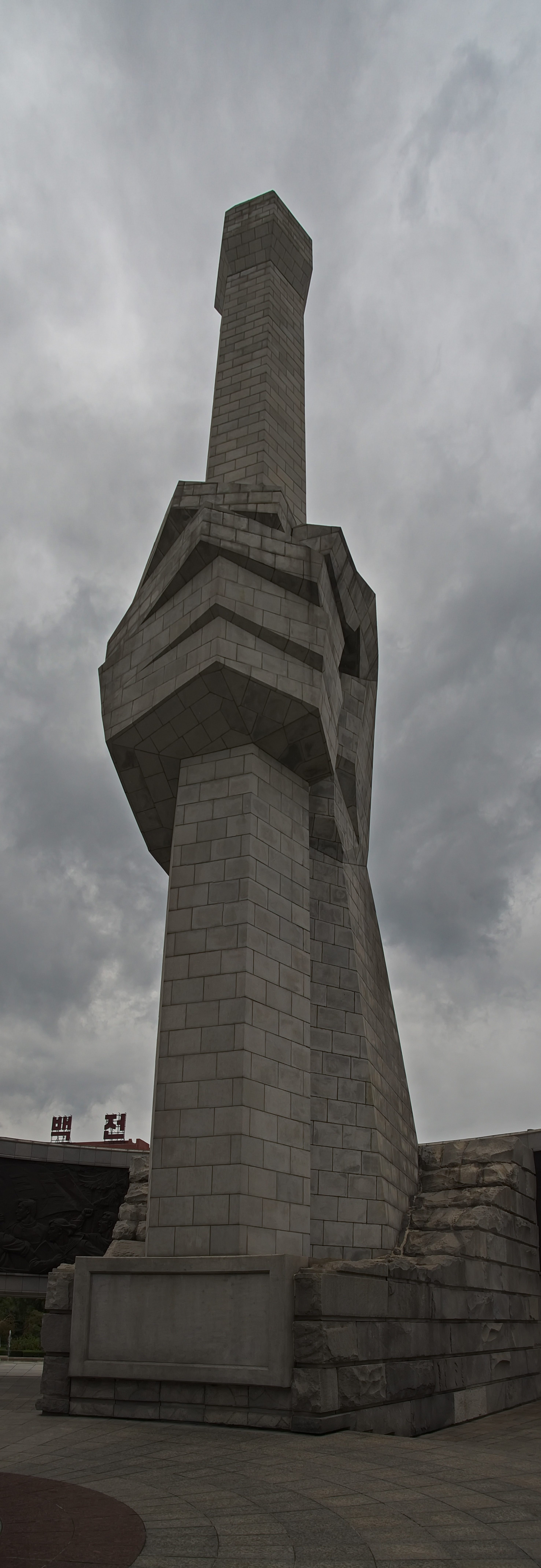
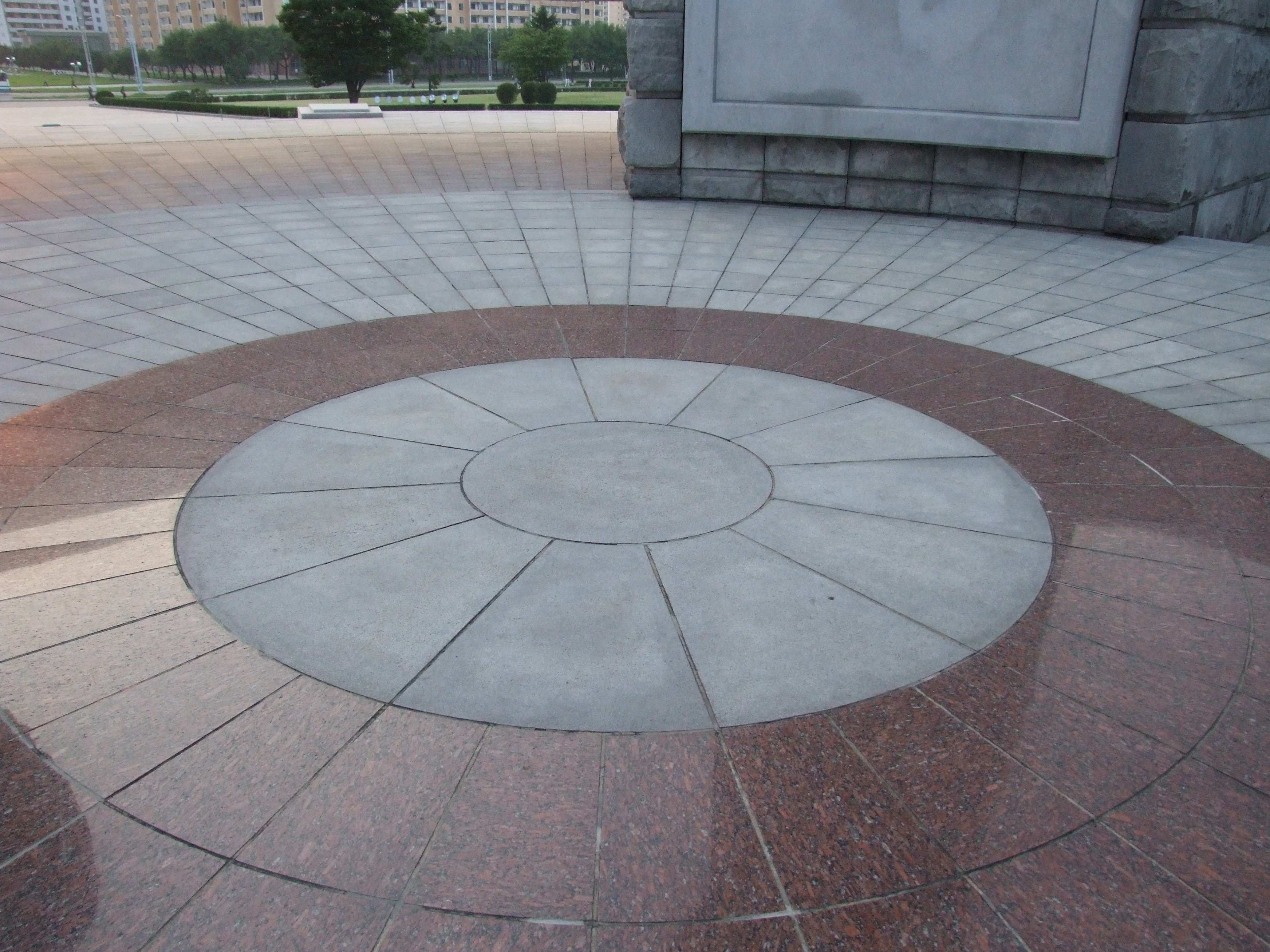
Le dallage central.
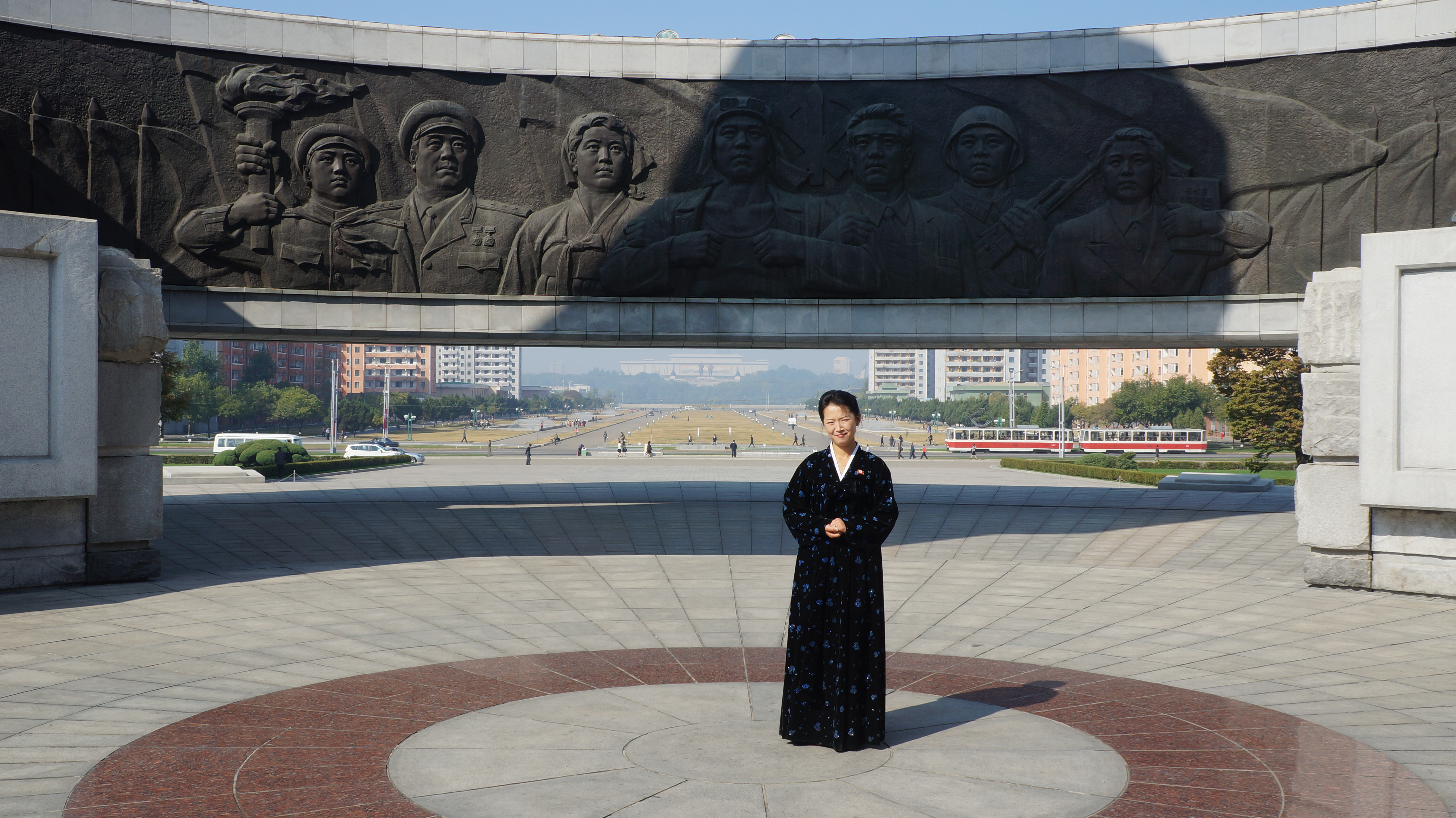

## Culture
Le monument est visible sur la couverture de Pyongyang de Guy Delisle, une bande dessinée autobiographique où l'auteur raconte son séjour à Pyongyang.